# Fontanigorda
Fontanigorda – miejscowość i gmina we Włoszech, w regionie Liguria, w prowincji Genua.
Według danych na 2019 rok w gminie zamieszkiwało 255 osób (15,8 os./km²).